# باغ گرمسیری

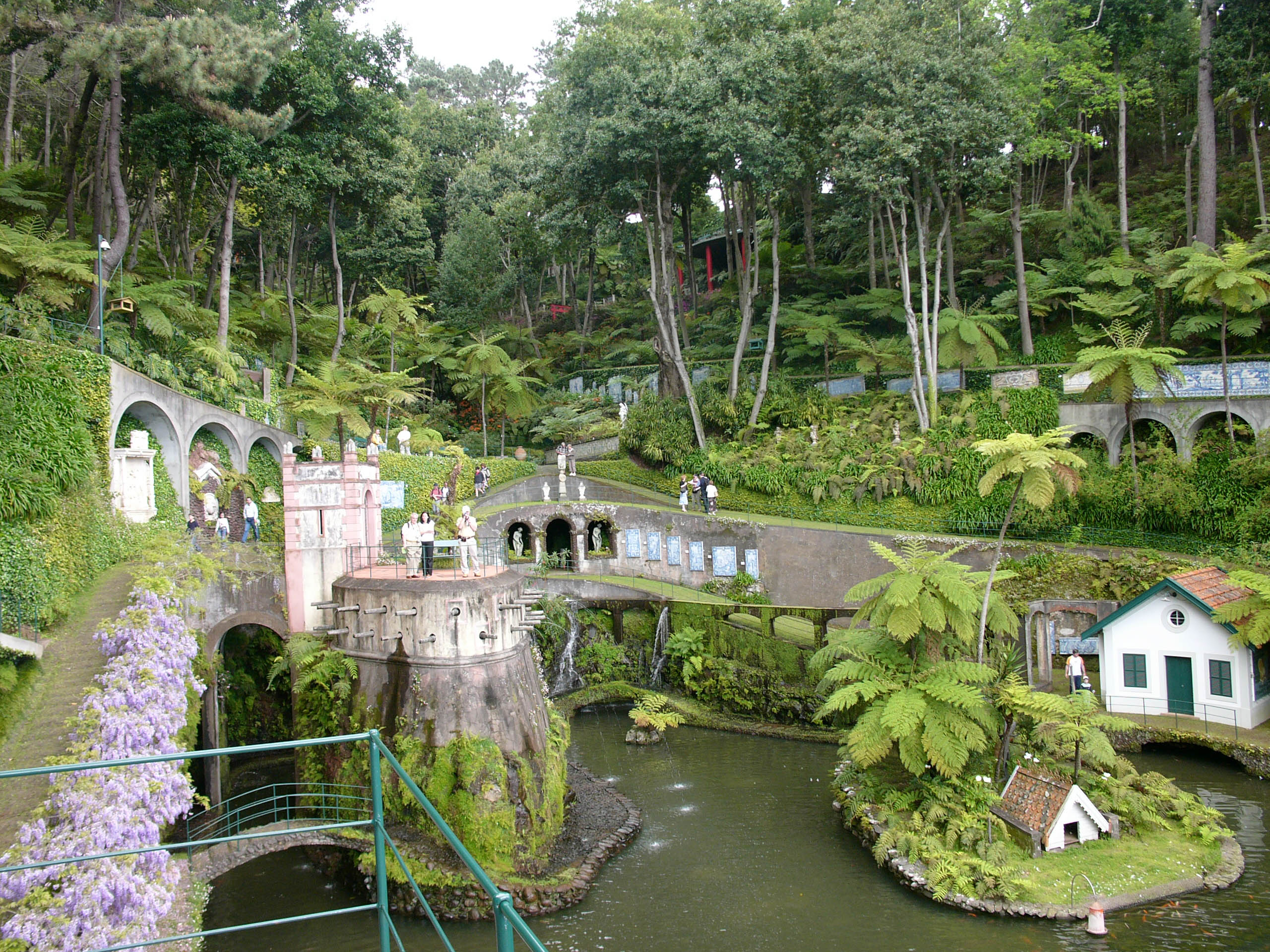
باغی استوایی در جزیره مادیرا پرتغال

باغ گرمسیری، باغ استوایی یا باغ حاره‌ای (به انگلیسی: Tropical garden) نوعی باغ است که دارای گیاهان استوایی است و برای آبیاری به بارندگی شدید یا سیستم آبیاری مناسب یا بارانی نیاز دارد. این باغ‌ها معمولاً به کود و مالچ سنگین نیاز دارند.
باغ‌های استوایی دیگر منحصر به مناطق گرمسیری نیستند. بسیاری از باغبانان در آب و هوای سردتر از طراحی باغ استوایی استفاده می‌کنند که با انتخاب دقیق گیاهان و گل‌ها امکان‌پذیر است. ویژگی‌های اصلی شامل گیاهان با برگ‌های بسیار بزرگ، پوشش گیاهی است که در ارتفاع به سمت پشت باغ ایجاد می‌شود و باغی انبوه ایجاد می‌کند. گیاهان بزرگ و درختان کوچک بالای باغ آویزان هستند و نور خورشید را مستقیماً به زمین می‌گذارند.